# Agnus dei (1971)
Agnus dei (Originaltitel Égi bárány) ist ein ungarischer Spielfilm von Miklós Jancsó aus dem Jahr 1970. Ohne eine konventionelle dramatische Handlung schildert er in einer symbolischen Bildsprache, wie die konservative Restauration in Ungarn 1919 ihre Gegner vernichtete. In den geheimnisvoll erscheinenden Ritualen angedeutet werden die Grausamkeiten der rivalisierenden Gruppen, thematisiert die Mechanismen der Unterdrückung und die Rolle der Mystik und des Katholizismus. Der Titel bezeichnet das „Lamm Gottes“.

## Handlung
1919 im ländlichen Ungarn, als die vor wenigen Monaten errichtete kommunistische Räterepublik von Truppen der Konservativen wieder zerschlagen wird. Ein eifriger Priester befindet sich im Gewahrsam von kommunistischen Kämpfern. Mit Verve rezitiert er Predigten, läuft theatralisch in der Landschaft herum und lässt sich zu Boden fallen, als ob er tot sei.
Angesichts übermächtiger „weißer“, konservativer Reiter müssen sich die Roten ergeben. Der Priester zieht die Bauern in seinen Bann. Als drei rote Kämpfer flüchten wollen, setzen ihnen Reiter nach und schießen ihnen in den Rücken. Als ein Mann eine junge Bäuerin ertränken will, taucht gerade ein Trupp Roter auf. Sie retten die Frau und richten den Mann hin. Kaum sind sie weitergezogen, ist das Militär wieder präsent. Die Offiziere veranstalten eine Feier, ein Geigenspieler unter ihnen fiedelt die Bevölkerung in Stimmung. Eine Frau zieht sich aus und wird erschossen. Angeführt vom Geiger marschieren die Leute in eine Grube, in welche die Offiziere brennende Holzscheite werfen. Danach legt sich der Musiker mit einer Zigeunerin ins hohe Gras und überlässt ihr die Geige. Er erschießt den Priester und steigt in einen langsam vorbeidampfenden Zug und fährt davon.

## Bedeutung
In seiner Analyse des Films stellte Prédal (1975) fest, in dessen Schauplatz, einer weiten Steppe mit flachen Weihern, vermischten sich wie in einer Kloake die drei Elemente Wasser, Erde und Himmel. Der Verlauf der Erzählung ist entdramatisiert, die Figuren stehen dem Töten leidenschaftslos gegenüber. Was stattfindet, ist ein Übergang „vom Kommunismus in den Faschismus mittels eines mystischen Katalysators“, indem der Priester die Empfänglichkeit der bäuerlichen Bevölkerung für Mystik ausnutzt und ihre Sinne vernebelt. Die neuen Unterdrücker gestalten die Vernichtung ihrer Gegner als Spektakel und Feier. Die Bilder liefern keine Erklärungen und sind rein behavioristisch, so dass sich für das Verhalten der Figuren unterschiedliche Deutungen (er)finden lassen. Durch die Unbestimmtheit der Vorgänge und der Motivation der Figuren entsteht Verwirrung. „Von historischen Themen ausgehend, die sich für eine gewisse Stilisierung besser eignen als aktuelle, verwirft Jancsó also die Vereinfachung zugunsten eines Realismus der Verwirrung und der Sachkomplexität.“ Anstelle einer klassischen Montage, die einem Film eine präzisere Bedeutung aufprägt, ermöglichen die langen Einstellungen, das Publikum so zu verunsichern, wie es die gezeigten Massen sind. Dem Zuschauer ist eine herkömmliche „konsumierende“ Haltung verwehrt; er wird zum aktiven Denken verleitet, statt den logischen, aber demobilisierenden Ablauf eines konventionellen Films hinnehmen zu müssen. Damit wird dem ungarischen Bürger von 1971 Wachsamkeit nahegelegt, um nicht ein halbes Jahrhundert später auf ähnliche Weise getäuscht zu werden wie das Volk von 1919.